# Aeroportul Aniak
Aeroportul Aniak (IATA: ANI, ICAO: PANI, FAA LID: ANI) este un aeroport din Alaska, Statele Unite ale Americii ce deservește zona Aniak⁠(d). Aeroportul a fost tranzitat în 2019 de 27.708 pasageri. A fost numit după zona deservită.
Situat la o altitudine de 27 m, aeroportul dispune de 1 pistă. Este operat de Alaska Department of Transportation & Public Facilities⁠(d).

## Infrastructură

### Piste
Aeroportul dispune de o singură pistă. Pista 11/29 are suprafața de asfalt și dimensiunile 6.001 picioare × 150 picioare. 